# Miriam Meckel

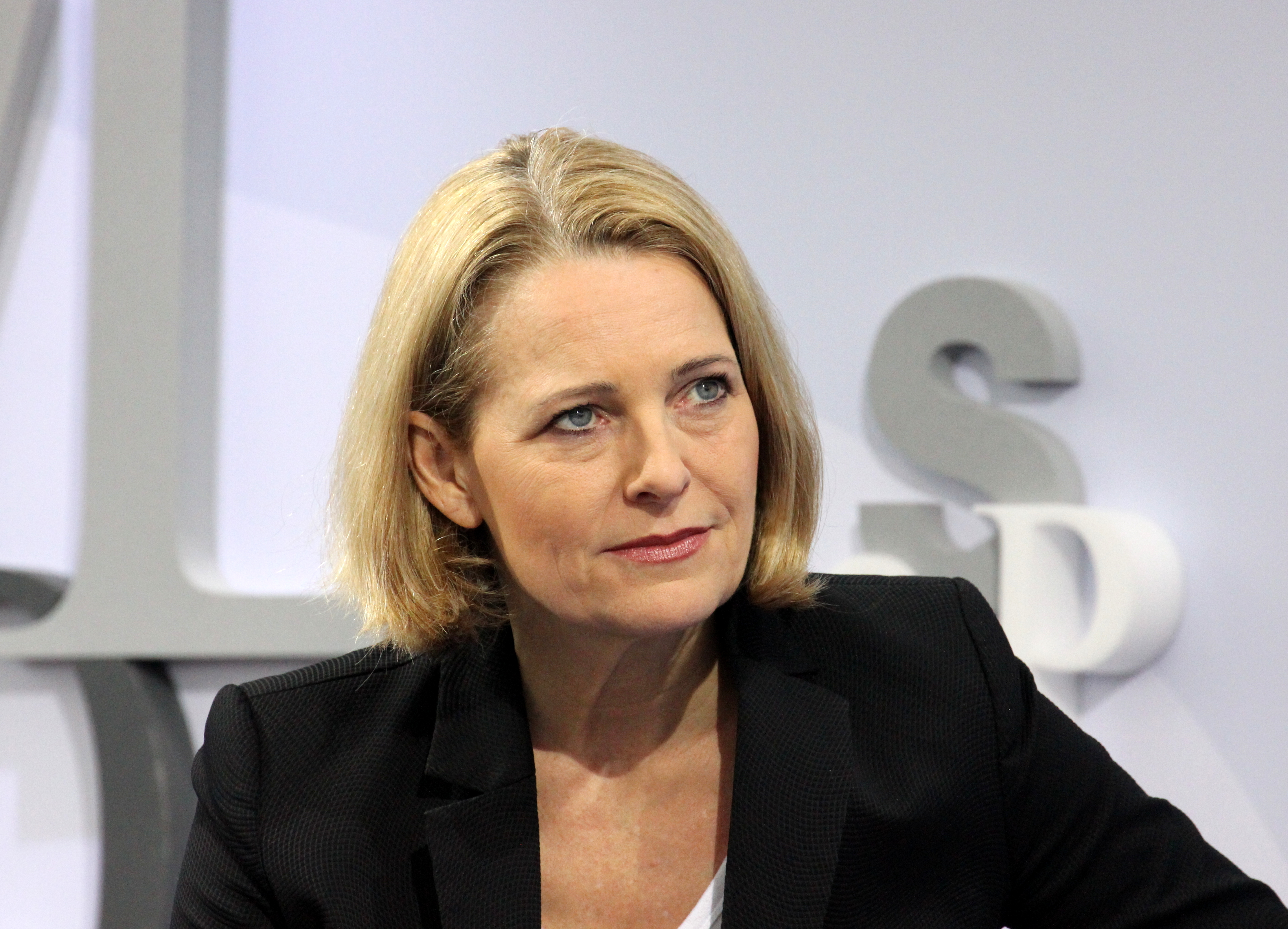
Miriam Meckel auf der Leipziger Buchmesse 2018

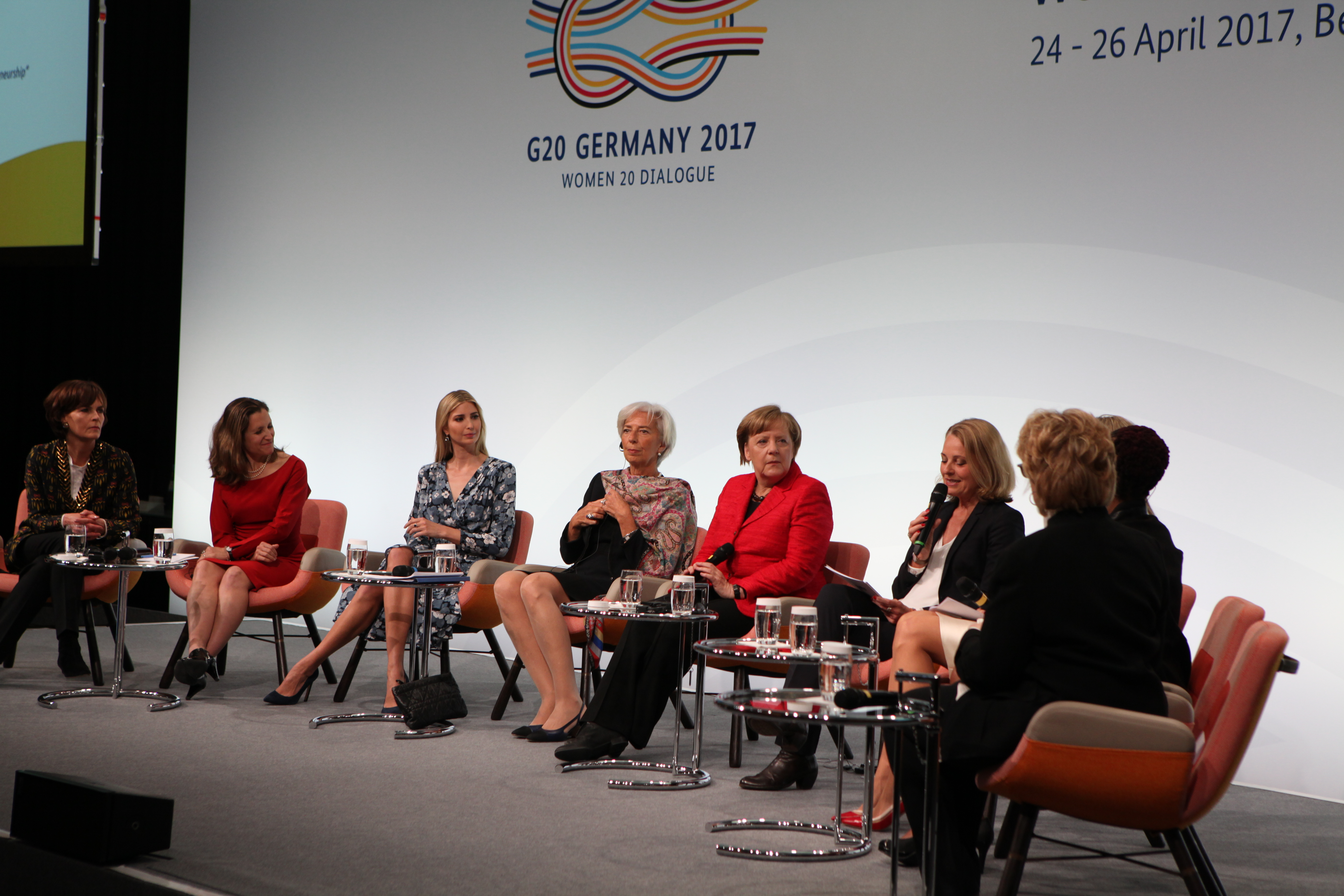
Miriam Meckel als Moderatorin auf der W20-Konferenz 2017 mit Angela Merkel, Christine Lagarde, Ivanka Trump u. a.

Miriam Meckel (* 18. Juli 1967 in Hilden) ist eine deutsche Kommunikationswissenschaftlerin. Sie ist Professorin für Corporate Communication an der Universität St. Gallen und geschäftsführende Gesellschafterin der ada Learning GmbH, die die digitale Weiterbildungsinitiative ada betreibt.

## Leben
Miriam Meckel hat eine Schwester. Ihr Vater Norbert, ein Theologe, war von 1975 bis 1993 Schulleiter des Annette-von-Droste-Hülshoff-Gymnasiums in Düsseldorf-Benrath. Nach ihrem Abitur an diesem Gymnasium studierte sie von 1986 bis 1993 in Münster und Taipeh Publizistik und Kommunikationswissenschaft, Sinologie, Politikwissenschaft und Jura. Sie wurde 1994 in Münster in Kommunikationswissenschaft mit der Arbeit Fernsehen ohne Grenzen? Europas Fernsehen zwischen Integration und Segmentierung zur Dr. phil. promoviert.
Meckel lebt und arbeitet in St. Gallen, Berlin und Düsseldorf. Ihre Lebenspartnerin war ab 2002 oder 2003 die deutsche Fernsehjournalistin Anne Will, mit der sie am 19. August 2016 eine eingetragene Lebenspartnerschaft einging. Im November 2019 gab das Paar seine Trennung bekannt.

## Wirken
Seit 1990 war Miriam Meckel als Fernsehredakteurin für die Nachrichtenredaktion West 3 Aktuell beim Westdeutschen Rundfunk in Köln und Düsseldorf tätig sowie freie Mitarbeiterin der VOX-Fernsehgesellschaft für die Sendung Welt-Vox. Von 1994 bis 1995 war sie Chefin vom Dienst und Moderatorin bei RTL West Live, von 1995 bis 1999 Moderatorin beim Westdeutschen Rundfunk, unter anderem für das Politmagazin Westpol und das WDR-Mittagsmagazin NRW am Mittag. 2006/2007 moderierte sie das monatliche Talkformat Miriam Meckel – Standpunkte bei n-tv.
Sie übernahm 1995, ein Jahr nach ihrer Promotion, eine Vertretungsprofessur am Institut für Kommunikationswissenschaft der Westfälischen Wilhelms-Universität in Münster. 1999 wurde sie ordentliche Universitätsprofessorin und geschäftsführende Direktorin des Instituts.
Seit 2005 ist sie Professorin für Corporate Communication an der Universität St. Gallen. Ihre Forschungsschwerpunkte sind Kommunikationsmanagement, Internationale Kommunikation, Medienökonomie und Unternehmenskommunikation. Neben der Professur wurde sie Partnerin der Brunswick Group und übernahm für das Beratungsunternehmen für Finanzkommunikation und Krisen-PR den Aufbau eines Berliner Büros.

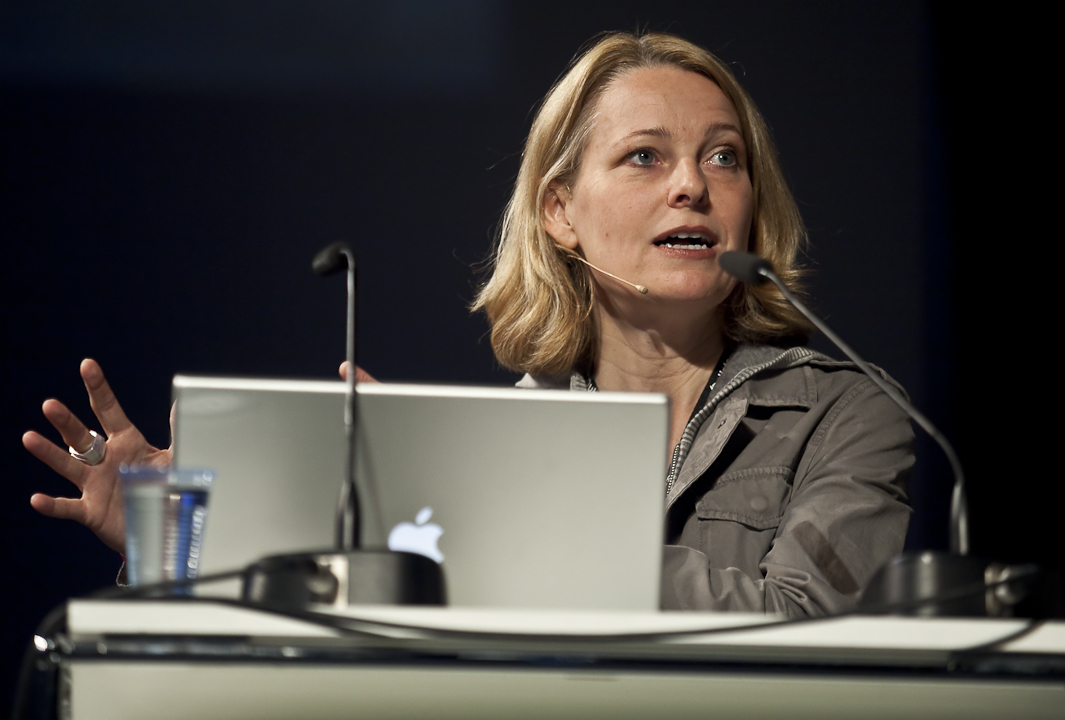
Miriam Meckel (2010)

Im September 2008 erlebte Meckel in Berlin einen Zusammenbruch, die Diagnose des Arztes lautete: schwerer Erschöpfungszustand in Verbindung mit einer Infektion. 2009 verbrachte sie fünf Wochen in einer Allgäuer Klinik. 2010 veröffentlichte sie das Buch Brief an mein Leben, in dem sie ihre Erfahrung mit dem Burnout-Syndrom darstellt. 2014 drehte Bavaria Film im Auftrag des ZDF unter Regie von Urs Egger einen Film zum Thema Burnout frei nach Motiven des Buchs. Die Schauspielerin Marie Bäumer ist in der Hauptrolle zu sehen.
Am 1. Oktober 2014 wurde sie als Nachfolgerin von Roland Tichy Chefredakteurin der Wirtschaftswoche. Zum 1. April 2017 übergab sie den Chefredakteursposten an Beat Balzli und wurde Herausgeberin der Wirtschaftswoche. Am 1. Januar 2019 wurde sie Gründungsverlegerin der digitalen Weiterbildungsinitiative ada. Zum 1. November 2020 wurde ada in die ada Learning GmbH ausgegliedert, an der die Handelsblatt Media Group zu 50 Prozent beteiligt ist; die andere Hälfte der Anteile halten Miriam Meckel, Verena Pausder und Léa Steinacker. Geschäftsführerinnen der Gesellschaft sind Miriam Meckel und Léa Steinacker.
Im Juni 2022 wurde Meckel in den Verwaltungsrat der Schweizer Mediengruppe Tamedia berufen.

### Politik
Von März 2001 bis Oktober 2002 war Meckel Staatssekretärin für Medien und Regierungssprecherin von Wolfgang Clement in Nordrhein-Westfalen. Nach dem Amtsantritt von Clements Nachfolger Peer Steinbrück war sie von November 2002 bis Juni 2005 Staatssekretärin für Europa, Internationales und Medien. Ein Angebot, für die SPD bei der Oberbürgermeisterwahl von Münster zu kandidieren, lehnte die parteilose Meckel ab.

### Mandate und Engagements
Miriam Meckel ist Mitglied in der Deutschen Gesellschaft für Publizistik- und Kommunikationswissenschaft (DGPuK) und in der International Communication Association (ICA). Sie ist Beiratsmitglied von Message, einer internationalen Zeitschrift für Journalismus, und des Instituts zur Förderung publizistischen Nachwuchses (IfP). Als Mitglied der internationalen Jury der Development Gateway Foundation bei der Weltbank entwickelte sie den Development Gateway Award mit.
Seit September 2007 ist sie Mitglied im wissenschaftlichen Beirat des Deutschen Investor Relations Verband e. V. (DIRK).
Meckel gehört zu den Unterstützern der Charta der Digitalen Grundrechte der Europäischen Union, die Ende November 2016 veröffentlicht wurde.

## Ehrungen und Auszeichnungen
- 2001: Cicero Rednerpreis in der Kategorie Wissenschaft
- 2020: Verdienstorden des Landes Nordrhein-Westfalen[24]
- 2021: Ernst-Schneider-Preis (Sonderpreis)[25]
- 2025: Rudolf-Diesel-Medaille, Europas ältester Innovationspreis, in der Kategorie Beste Medienkommunikation[26]

## Schriften
- Fernsehen ohne Grenzen? Europas Fernsehen zwischen Integration und Segmentierung. Westdeutscher Verlag, Opladen 1994, ISBN 3-531-12620-2.
- Globaler Journalismus. Professionelle Medienkommunikation in der Weltgesellschaft. Westdeutscher Verlag, Opladen 2001, ISBN 3-531-13422-1.
- Internationale Kommunikation. Eine Einführung. Westdeutscher Verlag, Opladen 1996, ISBN 3-531-12681-4.
- Medien-Mythos? Die Inszenierung von Prominenz und Schicksal am Beispiel Diana Spencer. Westdeutscher Verlag, Opladen 1999, ISBN 3-531-13291-1.
- Nachrichtenjournalismus im Fernsehen. UVK-Medien, Konstanz 2000, ISBN 3-89669-234-8. (Reihe Praktischer Journalismus, Band 38)
- Redaktionsmanagement: Ansätze aus Theorie und Praxis. Westdeutscher Verlag, Opladen 1999, ISBN 978-3-531-12980-8.
- Das Glück der Unerreichbarkeit. Wege aus der Kommunikationsfalle. Murmann, Hamburg 2007, ISBN 978-3-86774-002-9.
- Brief an mein Leben – Erfahrungen mit einem Burnout. Rowohlt, Reinbek bei Hamburg 2010, ISBN 978-3-498-04516-6.[27]
- NEXT – Erinnerungen an eine Zukunft ohne uns. Rowohlt, Reinbek bei Hamburg 2011, ISBN 978-3-498-04523-4.
- als Mitautorin: Miriam Meckel, Christian Fieseler, Jan Gerlach: Der Diskurs zur Netzneutralität. Bericht (= DIVSI Diskussionsbeiträge). Deutsches Institut für Vertrauen und Sicherheit im Internet, Hamburg 2013 (divsi.de [PDF; abgerufen am 17. Mai 2017]).
- Wir verschwinden: Der Mensch im digitalen Zeitalter. Intelligent leben – Eine Essay-Reihe, Kein & Aber, Zürich 2013, ISBN 978-3-0369-5652-7.
- Mein Kopf gehört mir: eine Reise durch die schöne neue Welt des Brainhacking. Piper, München 2018, ISBN               978-3-4920-5907-7.
- als Mitautorin: Miriam Meckel, Daniel Rettig: Serendipity: 77 zufällige Entdeckungen, die Geschichte schrieben. Kein & Aber, Zürich 2018, ISBN 978-3-0369-5787-6.
- Alles überall auf einmal. Wie Künstliche Intelligenz unsere Welt verändert und was wir dabei gewinnen können. Gemeinsam mit Léa Steinacker. Rowohlt, Hamburg 2024, ISBN 978-3-498-00710-2.

## Vortrag
- ARD (SWR Tele-Akademie): Mein Kopf gehört mir. Die schöne neue Welt des Brainhacking auf YouTube, 2. Oktober 2019, abgerufen am 22. November 2019 (44:40).